# Edoardo Pieragnolo
Edoardo Pieragnolo, né le 3 janvier 2003 à Padoue en Italie, est un footballeur italien, qui évolue au poste d'arrière gauche à l'US Sassuolo.

## Biographie

### En club
Né à Padoue en Italie, Edoardo Pieragnolo est formé par le club local du Calcio Padoue avant de rejoindre en 2018 l'US Sassuolo, où il poursuit sa formation. Il intègre l'équipe de la Primavera en 2020 et s'y impose comme un titulaire pendant deux saisons. Le 20 décembre 2022, il signe son premier contrat professionnel avec Sassuolo, le liant au club jusqu'en juin 2027.
Le 8 juillet 2023, Edoardo Pieragnolo est prêté pour une saison à l'AC Reggiana, club évoluant alors en Serie B.
C'est avec ce club qu'il fait ses débuts en professionnel, jouant son premier match le 6 août 2023, lors d'une rencontre de coupe d'Italie face au Delfino Pescara. Il est titularisé et son équipe s'impose par six buts à deux. Le 28 octobre 2023, Pieragnolo inscrit son premier but en professionnel et pour Reggiana, lors d'une rencontre de championnat face à la Feralpisalò. Titulaire, il participe à la victoire de son équipe par trois buts à zéro,.
Après une saison à Reggiana, Pieragnolo fait son retour à l'US Sassuolo lors de l'été 2024. Il fait alors ses débuts avec Sassuolo en jouant son premier match face au SSC Bari le 27 août 2024, lors d'une rencontre de Serie B. Il entre en jeu à la place de Fabrizio Caligara et les deux équipes se neutralisent (1-1 score final).

### En sélection
Edoardo Pieragnolo représente l'Italie en sélection. Il commence avec les moins de 19 ans, équipe avec laquelle il ne joue qu'un match, le 9 février 2022, contre la Turquie (victoire 1-0 des Italiens).
En mai 2024, il est convoqué avec l'équipe d'Italie espoirs et fête sa première sélection le 4 juin 2024, en étant titularisé face au Japon. Son équipe s'impose par quatre buts à trois.

## Palmarès
US Sassuolo
- Championnat d'Italie de Serie B
  - Champion en 2025[9]